# Distretto di Bukombe
Il distretto di  Bukombe è un  distretto della Tanzania situato nella regione di Geita. È suddiviso in 17 circoscrizioni (wards) e conta una popolazione di 407 102 abitanti (censimento 2022).

## Suddivisione amministrativa
Il distretto è diviso nelle seguenti circoscrizioni (wards), tra parentesi gli abitanti (censimento 2022):
1. Bugelenga (13 358)
2. Bukombe (18 302)
3. Bulangwa (28 183)
4. Bulega (20 718)
5. Busonzo (2 782)
6. Butinzya (1 292)
7. Igulwa (21 819)
8. Iyogelo (1 015)
9. Katente (22 323)
10. Katome (11 337)
11. Lyambamgongo (7 421)
12. Namonge (64 641)
13. Ng'anzo (14 059)
14. Runzewe Magharibi (23 906)
15. Runzewe Mashariki (28 237)
16. Ushirombo (11 249)
17. Uyovu (70 659)